# Hans Heinrich Pfeiffer
Hans Heinrich Pfeiffer (10 de janeiro de 1896 — 1970) foi um botânico e fisiólogo especializado em espermatófitas.

## Publicações
Entre muitas obras, é autor das seguintes publicações:
- 1938. Submikroskopische Morphologie des Protoplasmas", 73 Gebr. Borntraeger, Berlín
- 1940. Experimentelle Cytologie, 35 et seq. Chron. Bot. Co. Leyden
- 1948. Kolloid-Z. Z. Naturforsch. 1: 461
- 1948.  Birefringence and Orientation-Rate of the Leptones of Protoplasm. Nature 162: 419-420. doi:10.1038/162419a0
- Kuster, E; HH Pfeiffer. 1958.  Osmotischer wert, Saugkraft, turgor. Ed. Vienna: Springer-Verlag. 7 pp.
- Huss, W; HH Pfeiffer. 1948. Zellkern und Vererbung (Núcleos celulares y características). Ed. Schwab. 160 pp.
- Pfeiffer, HH. 1949. Das Polarisationsmikroskop als Messinstrument in Biologie und Medizin (El microscopio de polarización como instrumento de medida en biología y en medicina). Ed. Vieweg. 94 pp.
- Pfeiffer, HH. 1940. Experimentelle cytologie. Ed. F.Verdoorn, vol. 4. 240 pp. 28 il.

## Contributos taxonómicoa
Entre outros, é autor dos seguintes taxa:
- Cyperaceae Androtrichum giganteum (Kunth) H.Pfeiff. Revista Sudamer. Bot. 6: 185. 1940
- Cyperaceae Androtrichum trigynum (Spreng.) H.Pfeiff. Repert. Spec. Nov. Regni Veg. 42: 10. 1937
- Cyperaceae Becquerelia bicolor H.Pfeiff. Repert. Spec. Nov. Regni Veg. 18: 381. 1922
- Cyperaceae Becquerelia bicolor H.Pfeiff. Repert. Spec. Nov. Regni Veg. 18: 381. 1922
- Cyperaceae Becquerelia bicolor f. humilis H.Pfeiff. Repert. Spec. Nov. Regni Veg. 18: 382. 1922
- Cyperaceae Becquerelia bicolor f. ramosissima H.Pfeiff. Repert. Spec. Nov. Regni Veg. 18: 382. 1922
- Cyperaceae Becquerelia bicolor f. verticillata H.Pfeiff. Repert. Spec. Nov. Regni Veg. 18: 382. 1922
- Cyperaceae Becquerelia bullata C.B.Clarke & H.Pfeiff. Repert. Spec. Nov. Regni Veg. 18: 382. 1922